# Gorgasia
Gorgasia es un género de peces anguiliformes de la familia Congridae.

## Especies
Se reconocen las siguientes especies:
- Gorgasia barnesi
- Gorgasia cotroneii
- Gorgasia galzini
- Gorgasia hawaiiensis
- Gorgasia inferomaculata
- Gorgasia japonica
- Gorgasia klausewitzi
- Gorgasia maculata
- Gorgasia naeocepaea
- Gorgasia preclara
- Gorgasia punctata
- Gorgasia sillneri
- Gorgasia taiwanensis